# Калнгале
Ка́лнгале (латыш. Kalngale) — село в Адажском крае Латвии. Расположено недалеко от побережья Рижского залива, в 9,5 км от Царникавы и в 19 км от центра Риги.
Площадь населённого пункта — 90 га, население — 867 человек. Работают магазин и кафе.
В советское время на территории села были организованы дачные посёлки. После восстановления независимости Латвии, в 2000-е годы в рамках развития Царникавской волости началось строительство элитной загородной недвижимости.